# Runowo (Potęgowo)
Runowo (deutsch Groß Runow, kaschubisch Rënowò, auch Rënawò) ist ein Dorf im Norden der polnischen Woiwodschaft Pommern und gehört zur Landgemeinde Potęgowo (Pottangow) im Powiat Słupski (Kreis Stolp).

## Geographische Lage und Verkehrsanbindung
Runowo liegt in Hinterpommern, etwa 37 Kilometer östlich von Słupsk (Stolp) und 16 Kilometer westsüdwestlich von Lębork (Lauenburg in Pommern) unweit der polnischen Landesstraße 6 (heute auch Europastraße 28, ehemals deutsche Reichsstraße 2), die von Stettin bis nach Danzig und darüber hinaus führt. Die nächste Bahnstation ist das sieben Kilometer entfernte Potęgowo (Pottangow) an der Staatsbahnstrecke Danzig–Stargard. Das alte Gutsdorf liegt idyllisch an einem Waldsee, dessen schattiger Badestrand damals wie heute zahlreiche Ausflügler anlockt.

## Ortsname
Im Deutschen unterscheidet sich Groß Runow von Klein Runow, das entgegengesetzt an der westlichen Grenze des Powiat Słupski (vor 1945 im Landkreis Schlawe) liegt und im Polnischen den Namen Runowo Sławieńskie trägt. Die Ortsbezeichnung Runowo ist in Polen häufiger vorzufinden.

## Geschichte
Der Ort Runow wird als solcher 1379 erstmals erwähnt. Bereits 1421 war er ein Grumbkowsches Lehen. Der brandenburgische Staatsminister Joachim Ernst von Grumbkow stiftete in Groß Runow ein Kloster für zwölf arme Jungfern, von denen vier adlig und acht von bürgerlichem Stand sein sollten.
Um 1784 gab es in Groß Runow ein Vorwerk, sechs Bauern, sechs Kossäten, eine Schmiede, einen Schulmeister, auf der Feldmark eine Wassermühle und eine Holzwärterei („Novienne“ genannt) und insgesamt 26 Haushaltungen.
Durch Heirat von Ernst Friedrich Otto von Bonin mit Sophie von Podewils kam Groß Runow 1790 mit dem Hauptgut Lupow (heute polnisch: Łupawa) und elf anderen Gütern im Kreis Stolp in die Hände der Familie von Bonin. 1827 erbte Otto von Bonin Groß Runow und 1829 Vangerske (1938–45 Wiesenberg, heute polnisch: Węgierskie). 1931 starb der letzte Majoratsherr Ernst von Bonin, und das Majorat ging auf das Haus Bartin (Barcino) der Puttkamer über. Das 1.600 Hektar große Rittergut Groß Runow wurde aufgesiedelt.
Wiesenberg (Vangerske) wurde zuletzt von Groß Runow eingemeindet. Vangerske befand sich um 1520 im Besitz von Kaspar Zitzewitz. Seit 1652 war dort die Familie Grumbkow ansässig. Um 1784 gab es in Vangerske ein Vorwerk, eine Wassermühle, vier Bauern, zwei Kossäten, einen Gasthof und insgesamt zehn Haushaltungen. Das Gut wurde 1940 an Achim von Zitzewitz verkauft, der dort dann mit seiner Familie wohnte.
Im Jahr 1939 lebten auf der 2.189 Hektar großen Gemeindefläche von Groß Runow 490 Einwohner. Bis 1945 gehörte zur Landgemeinde Groß Runow insgesamt fünf Ortschaften:
- Eduardshof (Vorwerk, 65 Hektar)
- Forsthaus Rovienne
- Groß Runow
- Groß Runower Mühle
- Vangerske (1938–45 Wiesenberg, Węgierskie).

Groß Runow gehörte zum Landkreis Stolp im Regierungsbezirk Köslin der Provinz Pommern und lag im Amts-, Standesamts- und Gendarmeriebezirk Langeböse (heute polnisch: Pogorzelice). Amtsgerichtsbezirk war Lauenburg in Pommern (Lębork).
Gegen Ende des Zweiten Weltkriegs wurde Groß Runow am 9. März 1945 kampflos von der Roten Armee besetzt. Nur wenigen Dorfbewohnern war es vorher gelungen, über Danzig mit dem Schiff über die Ostsee zu entkommen. Nach Kriegsende wurde Groß Runow zusammen mit ganz Hinterpommern unter polnische Verwaltung gestellt. Das Gut wurde vorläufig von sowjetischen Truppen verwaltet. Im Sommer 1945 Übernahmen Polen zunächst die abseits gelegenen Häuser und Gehöfte. Die deutschen Dorfbewohner wurden 1945 teilweise vertrieben. Für Kinder von Familien in und um Groß Runow, die am Ort verblieben waren, gab es von 1950 an eine deutsche Schule.
Später wurden in der Bundesrepublik Deutschland 299 und in der DDR 93 Dorfbewohner aus Groß Runow ermittelt.
Das Dorf ist heute ein Ortsteil der Gmina Potęgowo im Powiat Słupski in der Woiwodschaft Pommern (1975–98 Woiwodschaft Słupsk).

## Kirche

### Dorfkirche
Im Jahre 1688 wurde in Groß Runow eine Kirche erbaut. Um 1777 kam die Kapelle außer Gebrauch, da sie baufällig geworden war. Frau von Bonin ließ um 1800 eine neue Kapelle errichten, die mit den Wappen der Familien Grumbkow und Bonin verziert war.

### Kirchengemeinde
Vor 1945 waren alle Einwohner von Groß Runow evangelischer Konfession. Der Ort war Filial im Kirchspiel Schurow (heute polnisch: Skórowo) im Kirchenkreis Stolp-Altstadt im Ostsprengel der Kirchenprovinz Pommern der Kirche der Altpreußischen Union.
Seit 1945 sind die meisten Einwohner von Runowo katholischer Konfession. Der Ort gehört zur Pfarrei Skórowo (Schurow) im Dekanat Główczyce im Bistum Pelplin der Katholischen Kirche in Polen.
Hier lebende evangelische Kirchenglieder wohnen im Einzugsbereich der Kreuzkirchengemeinde in Słupsk in der Diözese Pommern-Großpolen der Evangelisch-Augsburgischen Kirche in Polen.

## Schule
Eine Schule bestand in Groß Runow bereits um 1800. Sie lag vor 1945 außerhalb des Dorfes am Mühlenbach. Die Schule war damals zweistufig mit zwei Klassen, einem Lehrer und zuletzt 34 Schulkindern.